# Tournoi de France 1997
Tournoi de France 1997 var en fotbollsturnering som spelades i Frankrike i juni 1997 som "uppvärmning" inför VM 1998. De fyra lag som deltog var Brasilien, England, hemmalaget Frankrike, och Italien. Alla mötte alla, och gruppsegraren vann turneringen.
England vann turneringen på sex poäng, efter vinster mot Italien och Frankrike samt förlust mot Brasilien. Brasilien slutade tvåa med fem poäng, efter en vinst och två oavgjorda matcher. Många minns matchen mellan Italien och Brasilien som slutade 3–3, och bland annat innehöll två mål av 22-årige Alessandro Del Piero och ett mål var av Romário och Ronaldo samt självmål av båda lagen. Alessandro Del Piero vann turneringens skytteliga med tre gjorda mål, medan Romário gjorde två.
En annan sak många minns är då Roberto Carlos skruvade en frispark i 21:a minuten av första matcherna, vilket räknas som ett av de bättre frisparksmålen.

## Slutställning
| Lag       | Spelade | Vinster | Oavgjorda | Förluster | Gjorda mål | Insläppta mål | Målskillnad | Poäng |
| --------- | ------- | ------- | --------- | --------- | ---------- | ------------- | ----------- | ----- |
| England   | 3       | 2       | 0         | 1         | 3          | 1             | +2          | 6     |
| Brasilien | 3       | 1       | 2         | 0         | 5          | 4             | +1          | 5     |
| Frankrike | 3       | 0       | 2         | 1         | 3          | 4             | -1          | 2     |
| Italien   | 3       | 0       | 2         | 1         | 5          | 7             | -2          | 2     |

## Resultat
|  | 3 juni 1997 | Frankrike  | 1 – 1 | Brasilien          | Stade de Gerland, Lyon |                |
|  |             | Keller 55′ |       | Roberto Carlos 21′ | Publik: 30 000         | Publik: 30 000 |
|  |             |            |       |                    | Publik: 30 000         | Publik: 30 000 |
|  |             |            |       |                    | Publik: 30 000         | Publik: 30 000 |

|  | 4 juni 1997 | England                | 2 – 0 | Italien | Stade de la Beaujoire, Nantes |                |
|  |             | Wright 24′ Scholes 42′ |       |         | Publik: 25 000                | Publik: 25 000 |
|  |             |                        |       |         | Publik: 25 000                | Publik: 25 000 |
|  |             |                        |       |         | Publik: 25 000                | Publik: 25 000 |

|  | 7 juni 1997 | Frankrike | 0 – 1 | England     | Stade de la Mosson, Montpellier |                |
|  |             |           |       | Shearer 86′ | Publik: 28 000                  | Publik: 28 000 |
|  |             |           |       |             | Publik: 28 000                  | Publik: 28 000 |
|  |             |           |       |             | Publik: 28 000                  | Publik: 28 000 |

|  | 8 juni 1997 | Italien                                    | 3 – 3 | Brasilien                                   | Stade de Gerland, Lyon |                |
|  |             | Del Piero 6′, 61′ (str.) Aldair 23′ (sjm.) |       | Lombardo 35′ (sjm.) Ronaldo 70′ Romário 84′ | Publik: 30 000         | Publik: 30 000 |
|  |             |                                            |       |                                             | Publik: 30 000         | Publik: 30 000 |
|  |             |                                            |       |                                             | Publik: 30 000         | Publik: 30 000 |

|  | 10 juni 1997 | England | 0 – 1 | Brasilien   | Parc des Princes, Paris |                |
|  |              |         |       | Romário 61′ | Publik: 50 000          | Publik: 50 000 |
|  |              |         |       |             | Publik: 50 000          | Publik: 50 000 |
|  |              |         |       |             | Publik: 50 000          | Publik: 50 000 |

|  | 11 juni 1997 | Frankrike                | 2 – 2 | Italien                            | Parc des Princes, Paris |                |
|  |              | Zidane 12′ Djorkaeff 73′ |       | Casiraghi 61′ Del Piero 89′ (str.) | Publik: 30 000          | Publik: 30 000 |
|  |              |                          |       |                                    | Publik: 30 000          | Publik: 30 000 |
|  |              |                          |       |                                    | Publik: 30 000          | Publik: 30 000 |